# Santa Gadea del Cid
Santa Gadea del Cid es una localidad y un municipio situados en la provincia de Burgos, comunidad autónoma de Castilla y León (España), comarca del Valle del Ebro, partido judicial de Miranda de Ebro, ayuntamiento del mismo nombre.

## Toponimia

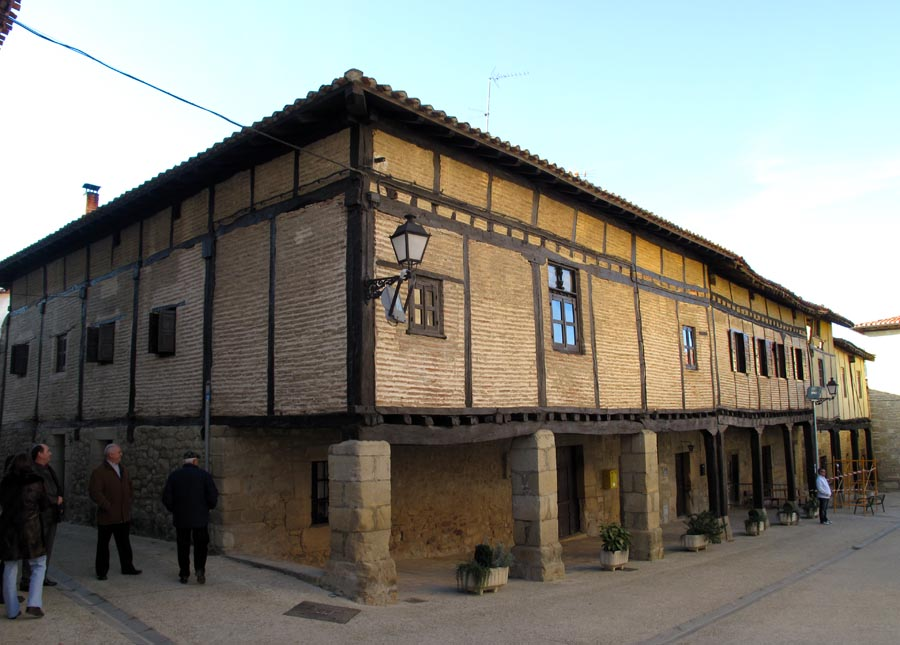
Casas de la plaza porticada de la localidad

El nombre del pueblo hace referencia a su santa patrona, Santa Águeda.
Las referencias documentales más antiguas y fiables se remontan a comienzos del siglo XI.En el terreno predominan las areniscas grises, arcillas oscuras, margas y yesos. El río que pasa por el pueblo es el Piedraluenga, afluente del río Ebro. La Ruta GR-291, de unos 60 km, une los Montes Obarenes con el río Ebro.
Ya en 1008, en época medieval, Santa Gadea del Cid aparecía con el nombre de "Término", que probablemente fue asignado por encontrarse en el límite de los reinos de Castilla y Navarra.
Seguramente esta fue la razón de su claro origen defensivo, como punto fuerte avanzado de Castilla. Se tiene constancia ya en 1012 de la presencia del conde de Castilla, Sancho García.
Durante la dominación navarra, García de Nájera dará el pueblo en arras a su mujer Estefanía. En la segunda mitad del siglo XI pasará a Castilla, de la que no se volverá a separar excepto durante la minoría de edad de Alfonso VIII. El pueblo probablemente cambió de ubicación en el siglo XIII por su destrucción debido a las guerras fronterizas.

## Geografía
Llegando desde Madrid es preciso salir de Burgos por la N-I o por la autopista con dirección a Irún. Tras dejar atrás Pancorbo y después de cruzar su estrecho desfiladero, hay que desviarse por la antigua carretera de Bilbao, N-625, actual BU-525. Sin ningún problema enseguida se alcanza el amurallado caserío de Santa Gadea del Cid.
Desde el País Vasco o La Rioja se debe llegar a Miranda de Ebro y continuar por la N-I en dirección sur, hasta tomar el cruce de la BU-525, poco más allá del Monumento al Pastor.

## Historia
Así se describe a Santa Gadea en el tomo VIII del Diccionario geográfico-estadístico-histórico de España y sus posesiones de Ultramar, obra impulsada por Pascual Madoz a mediados del siglo XIX:

Villa con ayuntamiento en la provincia, diócesis, audiencia territorial y capitanía general de Burgos (13 leguas), partido judicial de Miranda de Ebro (2); Situada al pie de un cerro, donde existe una torre antigua y un castillo medio derruido; en tiempos fue población fuerte y en el día se hallan sus muros arruinados; el clima es templado; reinan por lo regular el viento N, siendo las enfermedades más comunes las afecciones de pecho y fiebres catarrales. Tiene de 120 a 130 casas antiguas y de mal gusto que forman varias calles estrechas y lóbregas; una escuela de ambos sexos frecuentada por 70 a 80 alumnos, cuyo maestro está dotado con 36 fanegas de trigo; una fuente dentro de la población y algunas en el término, todas de aguas bastante buenas; una iglesia parroquial (San Pedro Apóstol), servida por un cura párroco y un sacristán; 2 ermitas tituladas la una de Candepajares y la otra la Magdalena o San Lázaro, ambas extramuros, la primera a distancia de una legua, y la segunda que antiguamente sirvió de hospital, se halla a ½ cuarto de legua entre unos cerros plantados de viñedo; y 2 conventos situados al N de la población denominados el uno San Bartolomé en el cual hubo Francisco Recoletos, y el otro del Espino, monjes Benedictinos; ambos se conservan en un estado regular a excepción de las iglesias. Confina el término N Puentelarrad; E Guinicio y Ayuelas; S Ameyugo, y O Besande. El terreno es de excelente calidad y le cruza el arroyo Gadea que se pierde en el Ebro; encontrándose a ½ legua O de la villa un monte de mucha extensión medianamente poblado de encinas. Caminos: pasa junto a la población el real que conduce de Bilbao a Burgos; los demás son locales y en mediano estado. Correos: la correspondencia se recibe de Miranda de Ebro por valijero los lunes, miércoles y sábados, saliendo los mismos días. Producciones: trigo, cebada, comuña, habas, alubias, avena, patatas, maíz, ricas, yeros, titos, hortalizas, frutas y vino chacolí; ganado vacuno, lanar, cabrío y mular; caza de perdices, liebres y raposos; y pesca de anguilas, barbos y peces. Industria: la agrícola, 2 molinos harineros y una tienda de lienzos, bayetas y otros artículos por el estilo; se importa el aceite y los géneros coloniales y ultramarinos más comunes. Población: 70 vecinos, 269 almas. Capital productivo: 1.894.200 reales. Imponible: 179.559. Contribución: 11.799 reales 9 maravedíes. El presupuesto municipal asciende a 14 ó 16.000 reales, y se cubre con los productos de propios y arbitrios, y por reparto vecinal.
Diccionario geográfico-estadístico-histórico de España y sus posesiones de Ultramar

## Demografía

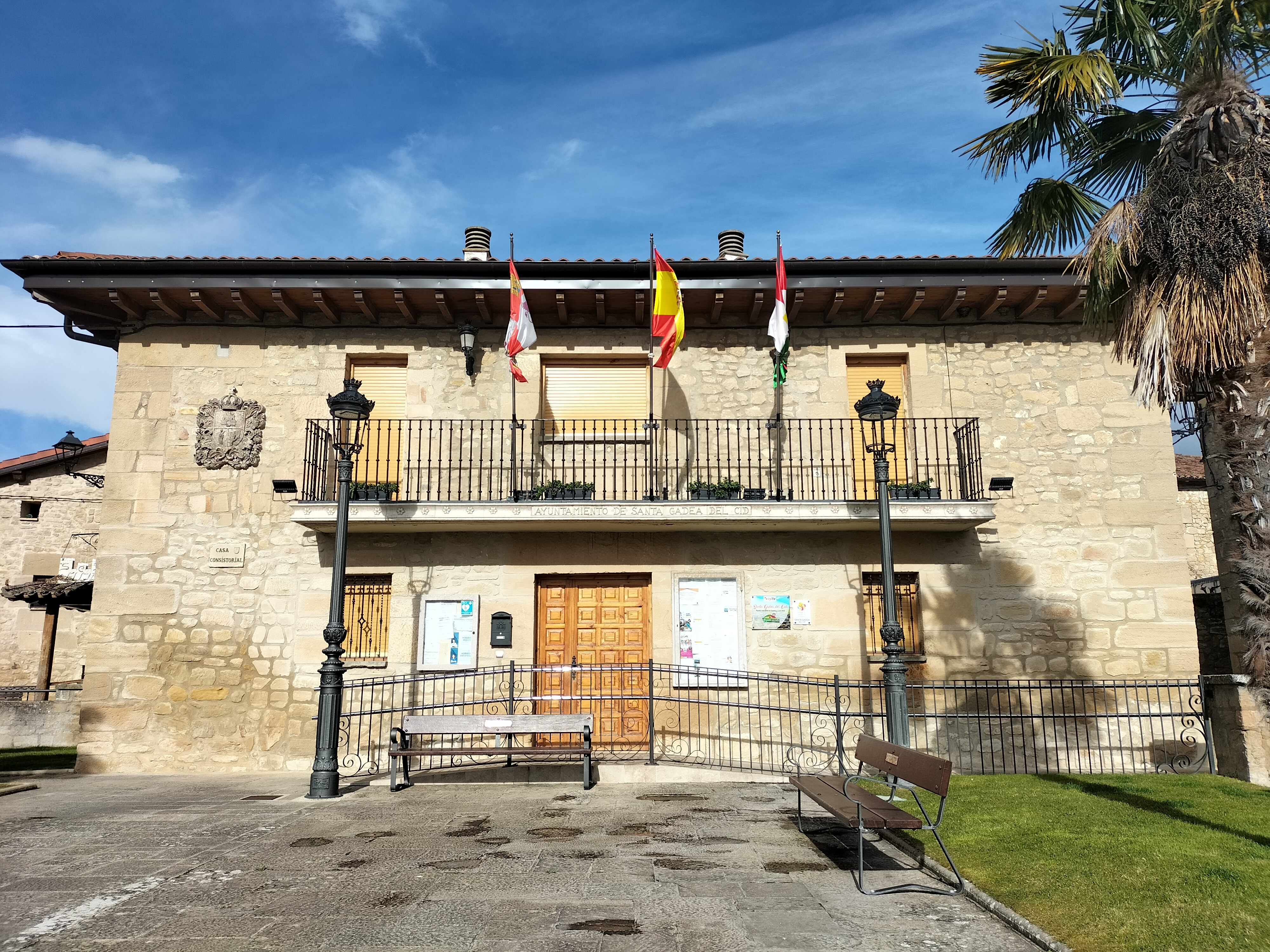
Casa consistorial

Santa Gadea del Cid cuenta con una población de 163 habitantes (INE 2024).
| Gráfica de evolución demográfica de Santa Gadea del Cid entre 1842 y 2021                                                                                           |
| |
| Población de derecho según los censos de población del INE. Población de hecho según los censos de población del INE.En este censo se denominaba Santa Gadea: 1842. |

## Cultura

### Patrimonio

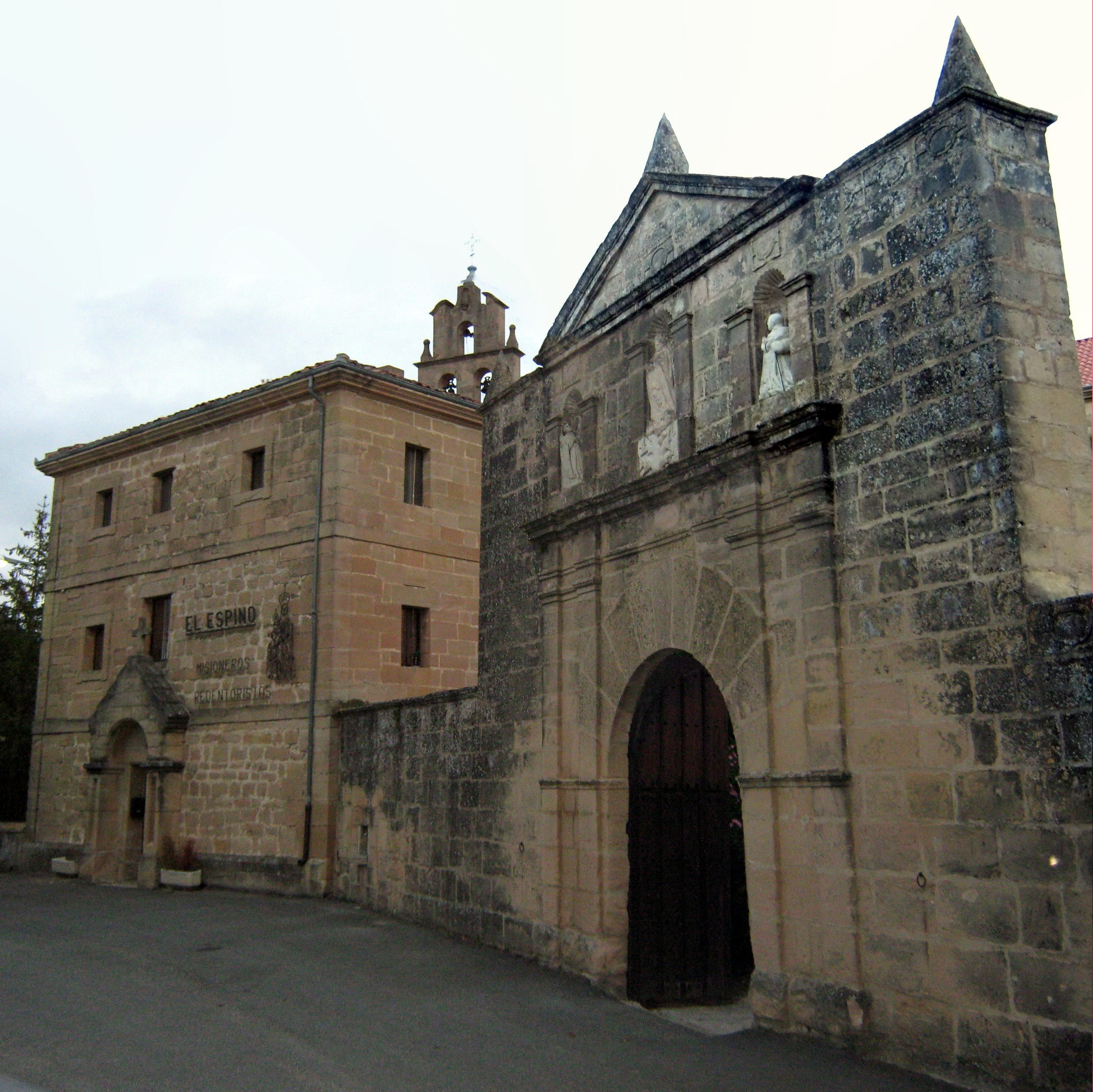
Monasterio del Espino

- El conjunto de la villa fue declarada Bien de Interés Cultural en la categoría de Conjunto Histórico el 12 de abril de 1973.[5]
- Monasterio del Espino: Fue declarado Bien de Interés Cultural en la categoría de Monumento el 31 de octubre de 1991.[5]

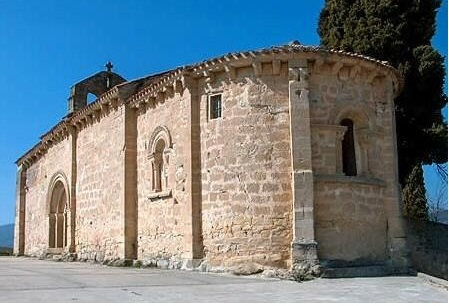
Ermita de Las Eras

- Ermita de las Eras:  Románico de finales del siglo XII, en lo alto de una colina, dando paso al Campo Santo local, enfrentada al núcleo urbano.

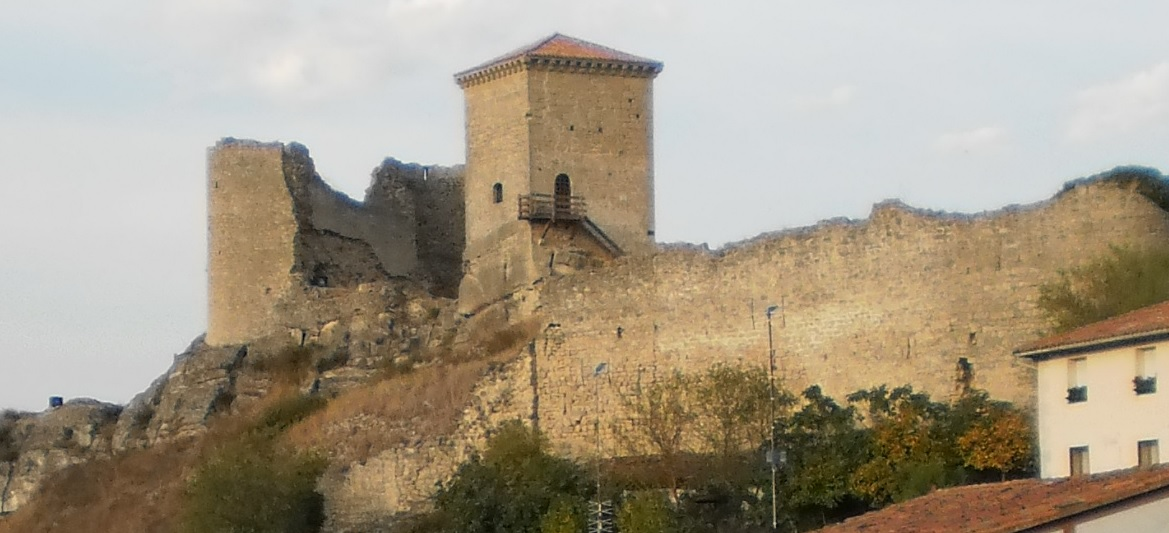
Castillo

- Castillo de Santa Gadea del Cid: El castillo corresponde más bien a una antigua fortaleza, datado en el siglo XI y reformado en el siglo XV, construido por Pedro López de los Manrique.
- Muralla: Con carácter defensivo al castillo, junto a la torre almenada de la iglesia, las dos puertas de acceso a la villa y unas murallas perimetrales. La muralla además del carácter defensivo para parar ataques bélicos, también ejercía como tal para ladrones, contrabandistas y garantizaba la paz del mercado y el cobro de impuestos para acceder al mismo. En la actualidad hay dos puertas, pero se cree que al este del pueblo hubo una tercera. Fueron paso obligado para quienes seguían el camino a Bilbao.
- Puerta de la Villa: Arco apuntado de 2,55m. Arriba escudo borroso de los Padilla y Manrique, encuadrado por saeteras, y en lo alto dos vanos de arquillo gótico. Conserva restos de almenas y saeteras. Fue utilizado como cárcel.
- Puerta de Abajo o de las Eras: Más pesada y maciza, piedra de mampostería de peor calidad a medida que se asciende. Sobre él puede verse una extraña figura humana de tallado muy plano. La cubierta del lado interno es adintelada, con tejado a dos aguas.
- Plaza de la Iglesia: magnífico ejemplo de arquitectura popular castellana. En ella se celebraban los mercados y en la actualidad la tradicional Cena Medieval, organizada por la asociación cultural Las Candelas.
- Antiguo Hospital San Lázaro: Fundado por Fernando Ortiz en 1465 con el fin de recoger a pobres enfermos del pueblo y transeúntes. Antiguo hospital, restaurado en 2010 con el máximo respeto en la estructura original y sus materiales. Convertido en la actualidad en casa rural.
- Iglesia de San Pedro: La primera cita encontrada al respecto de ella es en el 1012. Su actual retablo y la documentación atestiguan que desde el siglo XIII estuvo dedicada a San Pedro. Gótica, construida en su mayoría por piedra de sillería labrada. Entrada principal, arco conopial con abundantes molduras talladas. En la fachada opuesta, existe otra puerta, de finales del gótico, a la que posteriormente se añadió un pórtico renacentista que quedó inacabado. La planta, de más de 40 metros de longitud, consta de tres naves, dos góticas y una renacentista, con presbiterio profundo y coro oculto. Bóvedas de estilo gótico, capiteles de mascarones tipo románico, apoyadas en pilares fasciculados. Gran valor del retablo mayor, de estilo plateresco.

-Museo parroquial: Bajo la torre del campanario, se abre una capilla que hace de museo desde 1932 y guarda objetos artísticos que son reflejo de la importancia que tuvo Santa Gadea del Cid en la antigüedad.
-Retablo de la iglesia: La primera vez que se habla del retablo es en 1492 pero no se llega a realizar, parece ser que hasta 1539.
- Ermita de Nuestra Señora de las Eras: Construida a finales del siglo XIII y principios del siguiente, cuando Santa Gadea del Cid pasa definitivamente a formar parte de Castilla y es repoblado por Alfonso VIII. Estilo románico puro. Marco y características admirables. Sus robustos muros miden 1,5 metros de espesor. Sillería, las pinturas del interior son modernas, imitando sillares, estrellas y entrelazados. Existe de la antigüedad una cofradía llamada "Virgen de las Eras".
- Ermita de Nuestra Señora del Patrocinio: Puerta de arco de medio punto y espadaña barroca. Se hizo para conmemorar las apariciones de la Virgen del Espino. Su posterior restauración se hizo con la participación de los vecinos del pueblo.
- Cruceros: Se conservan dos de los cuatro, uno llamado Encima de la Villa y el otro del Hoyo, restaurados en 2004. Hace no muchos años se recorrían en las procesiones de rogativas.
- Escudos y heráldicas: Santa Gadea del Cid fue residencia de numerosas familias nobles, por eso algunas de sus casas poseen en sus fachadas un escudo heráldico.

#### Monasterio de Nuestra Señora del Espino
Monasterio medieval, cuyo origen documentado está en la visión de la Virgen que tuvieron dos pastores de Santa Gadea del Cid en la primavera 1399, haciéndoles saber su deseo de que se levantara en el lugar un santuario, pues allí habían sido martirizados muchos cristianos en tiempos de la invasión musulmana. 
Poco después, bajo la orden Benedictina se comenzó una pequeña ermita, que ya en el siglo XV se transformó en monasterio (terminado en 1443) llamado Nuestra Señora del Espino, por el arbusto en el que la Virgen se apareció a los pastores. Construida casi totalmente en sillería, estilo gótico puro, en el centro del ábside se encuentra Nuestra Señora del Espino que data del siglo XV
Estas apariciones tienen elementos comunes a otras apariciones, como el árbol del espino, sin duda elegido celestialmente por ser de su especie de donde se extrajo el espino para la corona de Jesús, como ocurrió en Chauchina, Granada o en el Epis, Francia, pero muestran a la Virgen Gloriosa, Ella da una explicación de la ciertamente compleja visión, vinculada en similitud al episodio de la zarza ardiente; es una aparición que rescata del olvido acciones históricas de mártires y vírgenes inmoladas, que instaura un lugar de culto, que lo pone bajo la protección de la Iglesia y una orden religiosa, que fomenta la vida espiritual del pueblo con milagros y favores, refundándolo por decirlo así, y de allí irradia como un oasis al que acudir. Y emplea un vidente, pastor como tantos otros, pero singularmente que no sufre persecución del entorno y sí es castigado físicamente por mandato de la propia Virgen para que se cumpliera la obediencia, pero también de modo sublimemente inteligente, para que por la vista de las heridas del joven, y la gran singularidad de la aparición, supieran todos que todo ello era voluntad de la Virgen y no mera ocurrencia de un muchacho.

### Fiestas patronales
- Santa Águeda: Patrona del pueblo, se celebra con una cena popular el 5 de febrero. En tiempos no muy lejanos los mozos pedían por las casas de pueblo, cantando canciones relacionadas con la festividad.
- San Isidro Labrador: Es el patrono de los agricultores, se celebra el 15 de mayo.
- San Pedro: Patrono del pueblo, su fiesta se celebra el 29 de junio. La parroquia lleva su nombre y su retablo lo manifiesta claramente, al igual que la documentación que existe al menos desde el siglo XIII.
- Acción de gracias: Fiesta en agradecimiento a la Virgen de las Eras, por la recogida de las cosechas.

### Asociaciones
- Asociación de jubilados "Virgen de las Eras": Asociación muy activa hace unos años, que se movilizó para que la gente no se quedara en sus casas y acudiera a los numerosos cursos que organizaba.
- Asociación de mujeres "Las Candelas": Fundada en 2001 con iniciativa de CEAS. Han conseguido que desde su creación, las actividades recreativas y culturales sean ya una institución en Santa Gadea del Cid, como su ya clásica semana cultural que finaliza con la Cena Medieval, sin olvidarnos del homenaje a los mayores.
- Asociación Cultural Teatral "Fuerza y Honor": Su finalidad es abrir las páginas de una historia que pudo ocurrir en cualquier parte, durante los siglos XII y XIII, mostrando así una pequeña parte de su cultura mediante una obra teatral. Durante 11 años nuestro pasado se ha hecho presente por sus calles, siendo sus vecinos con voluntad y pasión los que hacen posible que este gran esfuerzo económico y técnico se haga realidad para el deleite de todos aquellos que deseen visitarlos.
- Asociación Cultural Recreativa y Gastronómica "El Cid": Asociación más veterana del municipio. Logra reunir en numerosas celebraciones a gran parte de los vecinos. Celebra cursos de verano, con excelentes resultados.